# Bernard-Romain Julien
Bernard Romain Julien ou Bernard-Romain Julien (16 de novembro de 1802 – 3 de dezembro de 1871) foi um gravador, litógrafo, pintor e desenhador francês. Ficou famoso por ter criado um Curso de Desenho extremamente popular (Cours Elementaire) antes do curso de Charles Bargue se tornar mais famoso.
1. ↑  Fogel, Dan (1 de janeiro de 2014). «Cours Elementaire- Unseen Influence: Romain-Julien and 19th C. Drawing Pedagogy». Consultado em 13 de dezembro de 2024